# Tuvalu külkapcsolatai
Tuvalu független, Nyugat-barát külpolitikát folytat. Szoros kapcsolatokat tart fenn a Fidzsi-szigetekkel és Ausztráliával. Kína helyett Tajvannal tart fenn diplomáciai kapcsolatokat. Tajpej működteti az egyetlen állandó külképviseletet Tuvalun. A Kínai Köztársaság sokat segít ennek a kis óceániai szigetországnak. Még az USA is csak a Fidzsi-szigeteken lévő nagykövetségén keresztül tartja a kapcsolatot az országgal. Mivel kicsi a lakosok száma (a második legkisebb az ENSZ által elismert független országok közül), ezért nagyon megérzi a külkapcsolatok változását.
Tuvalu 2000-ben az ENSZ tagja lett, így küldött képviselőket New Yorkba. Ezen kívül csak Suván tart fenn nagykövetséget, a Fidzsi-szigeteken. A Csendes-óceáni Fórum aktív tagja. A fentieken kívül az Ázsiai Fejlesztési Banknak a tagja.

## Globális felmelegedés
Nemzetközi szintéren az ország a Johannesburgi Nemzetközi Fenntartható Fejlődésért Csúcsértekezleten hangoztatta szavát, a globális felmelegedés és a tengerszint-emelkedés ügyében. A Kiotói Jegyzőkönyv leghangosabb szószólója.

## Tagság nemzetközi szervezetekben
ACP, ADB, az Egyesült Nemzetek Szervezetének Ázsiai és Csendes-óceáni Gazdasági és Szociális Bizottsága, ENSZ, Intelsat (nem írta alá, de használja), ITU, Nemzetközösség, PIF, SPARTECA, SPC, UNESCO, UPU, WHO, WTrO (jelentkező), Nemzetközi Vöröskereszt

## Külső hivatkozások
- Tuvalu az Egyesült Nemzetek SzervezeténélArchiválva 2011. július 22-i dátummal a Wayback Machine-ben